# Anillo de los números enteros

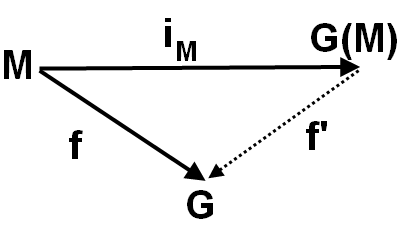
Definición del anillo de números enteros.

En matemáticas, la frase anillo de los números enteros se puede referir a 
- el anillo de todos los enteros (positivos, negativos o cero), usualmente indicado como Z.
- dado un campo numérico algebraico K, los enteros algebraicos contenidos en K forman un anillo, el anillo de los enteros de K, comúnmente indicado como OK u {\displaystyle {\mathcal {O}}_{K}}.

Usando esta notación, se puede escribir Z = OQ dado que Z es el anillo de enteros del campo Q de números racionales. Y en efecto por esta razón, en la teoría  algebraica de números los elementos de Z son comúnmente llamados los "enteros racionales".

## Propiedades
El anillo de los números enteros OK tiene una base integral; lo que significa que existe b1,...,bn ∈ OK (la base integral) tal que cada elemento x en OK puede ser unívocamente representado como
{\displaystyle x=\sum _{i=1}^{n}a_{i}b_{i},}
con ai ∈ Z.
Si ζ es la p-iésima raíz de la unidad y K=Q(ζ) es el campo ciclotómico correspondiente, entonces una base integral de OK está dada por (1,ζ,ζ2,...,ζp-2).
Si d es un entero cuadrático libre y K=Q(d1/2) es el campo cuadrático correspondiente, entonces una base integral de OK está dada por (1,(1+d1/2)/2) si d≡1 (mod 4) y por (1,d1/2) si d≡2 o 3 (mod 4).